# Edwardsia coriacea
Espèce
Edwardsia coriacea est une espèce de la famille des Edwardsiidae.

## Systématique
Le nom valide complet (avec auteur) de ce taxon est Edwardsia coriacea Moseley, 1877.

## Publication originale
- Moseley H.N. 1877. On new forms of Actiniaria dredged in the deep sea; with a description of certain pelagic surface-swimming species.Transactions of the Linnean Society (London) Ser. 2. 1(5):295-305